# قد هامشي
إسقلبين هامشي (الاسم العلمي: Cottus marginatus) (بالإنجليزية: margined sculpin)‏ هو نوع من الأسماك يتبع جنس القد من الفصيلة القديات.